# Rajmund Korsak
Rajmund Korsak (pseud. R.K.); ur. 31 sierpnia 1768 roku na ziemiach Grodzieńszczyzny, zm. 9 listopada 1817 roku w Żwańczyku na Podolu – polski poeta i pisarz, uczestnik insurekcji kościuszkowskiej 1794 roku.

## Twórczość
Autor utworów scenicznych, publicystyki społecznej, wierszy o tematyce politycznej i refleksyjnej, a także satyrycznej, próbował swoich sił także jako tłumacz.
- Bibejda — wiersze satyr-humoryst.
- Brutus y Kassiusz — tragedya w 3-ch aktach
- Nad nową konstytucyą (1912)